# Closed Note
Cuốn nhật ký phủ bụi (tên tiếng Anh: Closed Note, tên Tiếng Nhật: クローズド・ノート) là một bộ phim Nhật Bản được chuyển thể từ tiểu thuyết Cuốn nhật ký bị lãng quên do tác giả Shusuke Shizukui chắp bút, dưới sự đạo diễn của Isao Yukisada, kịch bản của Chihiro Ito và Tomoko Yoshida. Bộ phim xoay quanh cuộc sống của Kae Horii (do Sawajiri Erika thủ vai) - một nữ sinh đại học chăm chỉ, sau khi đọc một cuốn nhật ký từ người chủ cũ để lại.

## Sơ lược cốt truyện
Kae Horii là một nữ sinh đại học mới chuyển đến ở trọ tại một ngôi nhà ở thành phố Kyoto.
Trong lúc sắp xếp hành lí, cô và người bạn của mình đã vô tình phát hiện ra một cuốn nhật ký của người chủ cũ bỏ quên. Ngay tối hôm ấy, Horii đã bắt đầu đọc nó.
Cuốn nhật ký được viết bởi Ibuki Mano (Yuko Takeuchi), một phụ nữ trẻ sắp trải qua năm học đầu tiên làm giáo viên chủ nghiệm. Trong một lần ra thư viện tìm sách, Ibuki gặp Takashi, mà sau này là mối tình của cô. Mano miêu tả rất chi tiết những ngày ở trường cũng như các cuộc tâm sự với anh chàng, và mối quan hệ của họ ngày càng thắm thiết hơn.
Ngay hôm đầu tiên dọn đến ở, Kae đã để ý đến một anh chàng hàng ngày vẫn ngó lên cửa sổ phòng cô. Không lâu sau đó, khi Horii đang làm việc ở một tiệm bán bút thì bất ngờ gặp chính người đàn ông đó đến mua hàng. Cô đã vô cùng ngạc nhiên khi thấy anh ta không dùng bút để viết mà để vẽ. Sau một chút tìm hiểu, cô được biết anh chàng đó là họa sĩ, mang tên Ryu Ishitobi. Từ đó, Kae đã có cảm tình với Ryu.
Ở trường, kết quả học tập của Horii không được tốt cho lắm. Trong lớp cô thường xuyên bị thầy giáo phê bình. Sắp đến buổi biểu diễn, Kae luyện tập rất chăm chỉ, và trong một lần gặp mặt giữa cô và Ishitobi, Horii đã chơi cho anh nghe. Thứ âm nhạc du dương đã khiến anh cảm kích, và đến ngày biểu diễn, anh đã mua một bó hoa với dự định tặng cô, cho dù hôm đó cô thể hiện không được tốt. Trước đó, bạn trai và Hana (bạn thân của Kae) đã chia tay, và anh chuyển sang hẹn hò với Horii. Anh ta đã nhanh tay mang một bó hoa lớn hơn đến trước Ryu và đưa cho Kae. Vì sĩ diện, Ishitobi đành ngậm ngùi ra về, còn Horii cứ ngỡ anh đã không đến tặng hoa cho mình, mãi cho đến khi người đồng nghiệp tại tiệm bút nói ra.
Sau buổi biểu diễn, cô thường xuyên đến thăm và trò chuyện với Ryu hơn. Cô làm theo những gì được viết trong cuốn nhật ký để dần dần tỏ tình với anh. Một ngày nọ, Kae đến nhà Ryu thổ lộ khi anh vẫn đang ở trong phòng vẽ, nhưng sau đó cô chợt nhận ra đó không phải là Ishitobi, mà là đồng nghiệp của anh. Cô ấy tiết lộ cho Horii một bí mật động trời: Ryu có tên thật là Takashi, hay chính là người yêu một thời của Ibuki Mano. Việc đó đã làm cô rất thất vọng, ra về trong não nề. Tối hôm ấy, Ishitobi đến nhà Horii, xin lỗi vì đã quan tâm đến cô không vì thật lòng mà chỉ vì cô như hình bóng của Ibuki Mano. Khi Takashi đang lê từng bước nặng nề hướng về nhà, Kae đã hét to:"Tại sao không phải là em?" nhưng rốt cục vẫn chỉ nhận được câu trả lời là xin lỗi.
Sáng ngày hôm sau, cô quyết định đến trường học để gặp Ibuki Mano, một phần là muốn trả lại cuốn nhật ký, một phần vì Takashi, và một phần vì muốn trở thành một giáo viên chủ nhiệm. Một lần nữa, Kae được biết Mano đã quan đời một ngày cuối năm học khi đang lái xe trở về nhà. Cô cũng gặp được Kimio, một học sinh tiêu biểu của Ibuki. Rồi em đưa cho Horii một mẩu giấy được gấp thành hình máy bay mà cuối năm Mano đã phi nó ra ngoài cửa sổ. Kae mở mẩu giấy ra, cười mỉm, đưa tay xoa đầu Kimio, kết thúc buổi gặp mặt.
Trước đó không lâu, Ishitobi đã mời Kae đến dự một triển lãm tranh của mình. Horii đến dự trong miễn cưỡng, và cuối buổi triễn lãm, cô đọc cho Takashi những dòng tâm sự trong mẩu giấy hôm trước, đó chính là những lời dặn dò cuối cùng của Ibuki. Anh ngồi phịch xuống, nước mắt giàn giụa, mắt ngước nhìn lên bức ảnh Mano do chính tay anh vẽ đến tận đêm khuya.
Cuối phim, Kae đến trường nơi Kimio học, hét to với em: "Chị đã chuyển được thông điệp tới anh ấy rồi!". Ishitobi đứng ngay đằng sau, tiến dần lên phía trước rồi nói với cô:"Cảm ơn" và cả hai cùng ngước nhìn lên bầu trời xanh thẳm...

## Diễn viên và nhân vật
- Sawajiri Erika trong vai Kae Horii
- Yûko Takeuchi trong vai Ibuki Mano
- Yûsuke Iseya trong vai Ryu Ishitobi